# Lasianthus oligoneurus
Lasianthus oligoneurus är en måreväxtart som beskrevs av Karl Moritz Schumann. Lasianthus oligoneurus ingår i släktet Lasianthus och familjen måreväxter. Inga underarter finns listade i Catalogue of Life.